# آر. كي. نارايان
آر. كي. نارايان (بالإنجليزية: Rasipuram Krishnaswami Iyer Narayanaswami)‏ (10 أكتوبر 1906 - 13 مايو 2001) ،  هو أكبر كاتب روائي هندي خلال القرن العشرين عرف بأعماله في مدينة Malgudi الهندية الجنوبية الخيالية. كان من بين الكتاب الهنود الأوائل الذين يكتبون باللغة الإنجليزية.

## روابط خارجية
- آر. كي. نارايان على موقع IMDb (الإنجليزية)
- آر. كي. نارايان على موقع الموسوعة البريطانية (الإنجليزية)
- آر. كي. نارايان على موقع مونزينجر (الألمانية)
- آر. كي. نارايان على موقع قاعدة بيانات برودواي على الإنترنت (الإنجليزية)
- آر. كي. نارايان على موقع إن إن دي بي (الإنجليزية)
- آر. كي. نارايان على موقع قاعدة بيانات الفيلم (الإنجليزية)